# Wina hiszpańskie

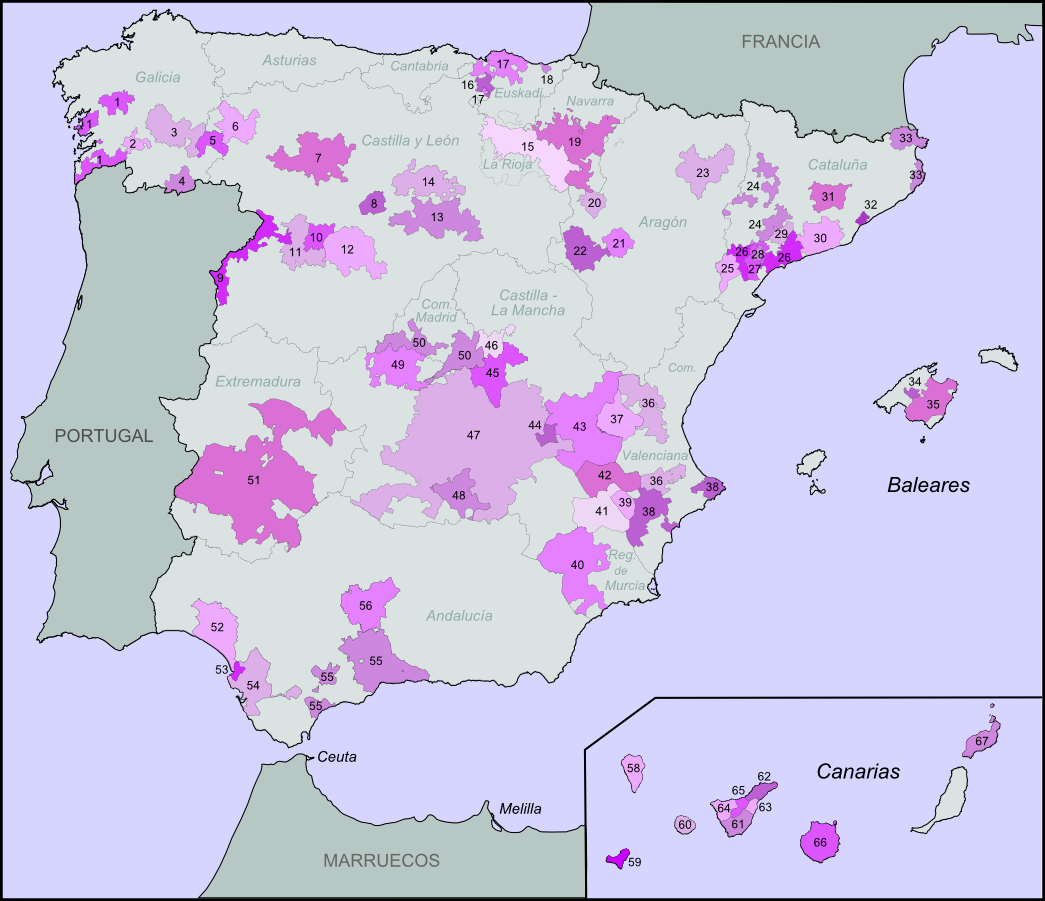
Regiony klasy DO i DOCa w Hiszpanii

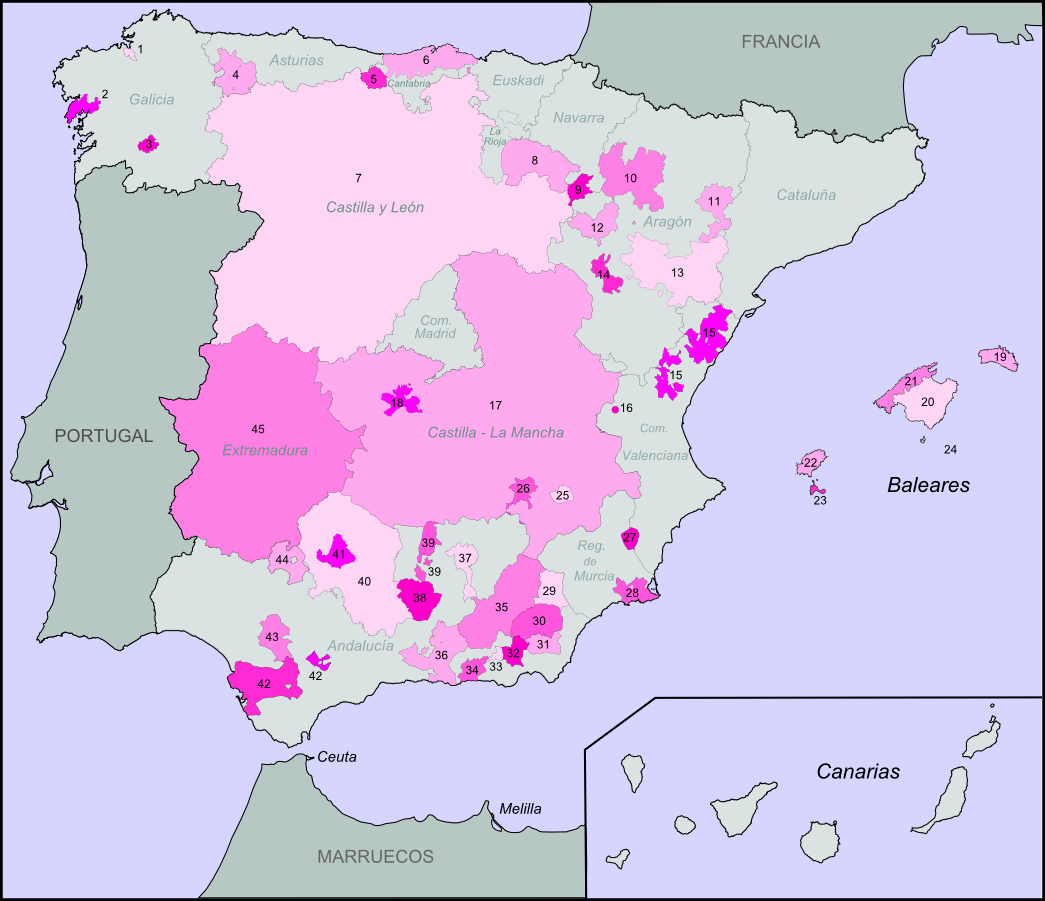
Regiony klasy VdlT w Hiszpanii

Wina hiszpańskie – wina produkowane w Hiszpanii, drugim najstarszym winiarskim kraju basenu Morza Śródziemnego.

## Tło historyczne
Pierwsze wina na terenach dzisiejszej Hiszpanii zaczęto produkować między 1100 a 500 rokiem p.n.e. w Andaluzji oraz u podnóża Pirenejów. Twórcami pierwszych trunków byli mieszkańcy mitycznego Tartessos, a także feniccy osadnicy z Gadesu, Qart Hadasht i Abdery. Równocześnie Grecy – zwłaszcza z Messalii i Syrakuz – zakładali wytwórnie wina w koloniach takich jak Majnake, Emporion czy Saguntum. Z tego ostatniego miasta w 212 roku p.n.e. Rzymianie rozpoczęli podbój Półwyspu Iberyjskiego. Rzymianie rozbudowali winiarstwo do skali wystarczającej na zaopatrzenie własnych legionów, jednak głównymi towarami eksportowymi z półwyspu pozostawały złoto, srebro, wełna, garum i oliwa.
W 409 roku n.e. Hiszpanię najechali barbarzyńcy z północy, a w 711 roku obszar podbili Maurowie z południa. Powstałe kalifaty muzułmańskie mocno ograniczyły winiarstwo w regionie. Ponowny rozkwit nastąpił podczas rekonkwisty w XIV–XV wieku. W XVII i XVIII wieku otworzyły się rynki w koloniach hiszpańskich w Ameryce. W latach pięćdziesiątych XIX wieku w regionie La Rioja po raz pierwszy wyprodukowano wino czerwone metodą bordoską. Największy rozwój branży winiarskiej przypadł jednak na okres epidemii filoksery we Francji, kiedy francuscy producenci zaczęli sprowadzać wino z Hiszpanii.
Kolejny wzrost znaczenia hiszpańskich win nastąpił po 1978 roku i akcesji Hiszpanii do EWG w 1986 roku. Napływ inwestycji przyspieszył modernizację winnic i metod produkcji, co korzystnie wpłynęło na jakość wina. Obecnie Hiszpania posiada największy na świecie areał winnic (ok. 1,1 mln ha), zajmując jednocześnie trzecie miejsce pod względem wielkości produkcji – ok. 45,3 mln hl rocznie. Łącznie działa tam około 10 tysięcy winiarni, zlokalizowanych w 60 apelacjach i 17 wspólnotach autonomicznych.

## Hiszpańskie prawo winiarskie
Podstawy aktualnego prawa winiarskiego wprowadzono w 2003 roku. Przepisy te ustanowiły dwie nowe kategorie: DO Pago oraz VCIG. Oprócz nich, zgodnie z prawem unijnym, hiszpańskie wina dzielą się na wina wysokojakościowe (produkowane ściśle według określonych wymogów), wina regionalne i wina stołowe. Kategoriom jakości, którymi są Pago DO, DO, DOCa i VCIG, przygląda się organ zwany Consejo Regulador, nadzorujący ich przyznawanie oraz przestrzeganie norm uprawy i produkcji.

## Klasyfikacja win hiszpańskich[6][7]
- Denominación de Origen de Pago (DO Pago) jest to najwyższy stopień klasyfikacji zarezerwowany dla najlepszych win z pojedynczych posiadłości osiągających co roku najwyższą jakość.
- Denominación de Origen Calificada (DOCa) odnosi się do win o stałej jakości. Status ten otrzymały wina z regionów Rioja oraz Priorat
- Denominación de Origen (DO)
- Vino de Calidad con Indicación Geografica (VCIG)
- Vino de la tierra (VdIT)
- Vino de mesa (VdM)

## Regiony winiarskie Hiszpanii[8]
| Region               | Klimat                                        | Gleby                       | Szczepy                                                                                              | Regiony winiarskie (DO) | Wina |
| -------------------- | --------------------------------------------- | --------------------------- | --- | --- | --- |
| Galicia              | klimat chłodny, wilgotny                      | uniwersalne granitowe gleby | albariño                                                                                             | Rias Baixas, Roberio, Valderros | głównie wina białe: Fillaboa, Martin Codax,                                                                                                 |
| Kastylia-Leon        | ograniczony wpływ Atlantyku                   |                             | albariño, mencia, tempranillo                                                                        | Ribera del Duero, Rueda (wina białe), Toro, Cigales, Bierzo                                                                                  | głównie wina czerwone. Aalto, Abadia Reuerta, Alejandro Fernandez, Alvarez y Diez, Castila la Vieja, Emilio Moro, Farina, Vina Bajoz, Mauro |
| Kraj Basków          |                                               |                             | białe hondarrabi zuri i czerwone hondarrabi beltza                                                   | biakaiko, txakolina, getariako txakolina | |
| La Rioja             |                                               |                             | tempranillo, graciano, cariñena, garnacha, macabeo, malvasia, garnacha blanca                        | Rioja Alta, Rioja Alavesa, Rioja Baja | |
| Nawarra              |                                               |                             | cabernet sauvignon, chardonnay, garnacha blanca, merlot                                              | Valdizarbe, Tierra Estella, Ribera Alta, Baja Montana i Ribera Baja                                                                          | |
| Aragonia             | miękkie piaszczyste gleby o podłożu wapiennym |                             | cabernet sauvignon, garnacha, tempranillo, merlot, syrah                                             | Campo de Borja, Calatayud, Cariñena, Somontano                                                                                               | |
| Katalonia            |                                               |                             | parellada, macabeo, xarel·lo                                                                         | Penedès, Priorat, Tarragona, Montsant, Costers del Segre, Emporda-Costa Brava, Pla de Bages, Alella, Conca de Barbera, Terra Alta, Catalunya | |
| Baleary              |                                               |                             | manto negro, callet, monastrell, cabernet sauvignon, merlot                                          | Binissalem, Pla, Lievant de Mallorca | |
| Madryt i Estremadura |                                               |                             | malvar, garnacha                                                                                     | Vinos de Madrid, Ribera del Guadiana | |
| Kastylia-La Mancha   |                                               |                             | tempranillo, airén                                                                                   | La Mancha, Valdepenas, Almansa, Mentrida, Manchuela, Mondejar, Ribera del Jucar, Domino de Valdepusa, Finca Elez                             | |
| Walencja i Murcja    |                                               |                             | | Alcant, Utiel-Requena, Valencia, Jumilla, Yecla, Bullas                                                                                      | |
| Andaluzja            | gleby kredowe                                 |                             | | Montilla-Moriles, Condado de Huelva, Malaga                                                                                                  | głównie sherry |
| Wyspy Kanaryjskie    |                                               |                             | listán negro, negramoll, malvasia, bujariego, gual (dwie ostatnie odmiany występują tylko na wyspie) | Tacoronte-Acentejo, Lanzarote | |